# Моральная экономика
Мора́льная эконо́мика — понятие из исторической антропологии и социальной истории.
Впервые ввёл в употребление советский экономист Александр Чаянов и его коллеги. Они в двадцатые годы XX века доказали, что семейно-трудовое хозяйство, характерное для России, было нацелено не на получение прибыли, а на доставление средств существования его членам.
В дальнейшем этот термин применил английский историк Э. П. Томпсон. По его представлению моральная экономика включала в себя народные представления о том, что законно и что незаконно. Являлось представлением о традиционных социальных нормах, о хозяйственных функциях, долге и особых обязанностях некоторых членов общества. Сумму этих представлений Томпсон называет «моральной экономикой бедноты» (англ. moral economy of the poor). Грубые нарушения основных моральных понятий относительно производства и торговли вызывали волнения столь же часто, сколь и действительная нужда. Анализ требований бунтовщиков и всех их действий показывает, что главной их целью являлось восстановление строгого соблюдения норм этой «моральной экономики». Антрополог Джеймс Скотт популяризовал концепцию в книге The Moral Economy of the Peasant: Rebellion and Subsistence in Southeast Asia.